# Gary Bowles
Gary Ray Bowles (n. 25 ianuarie 1962, Clifton Forge⁠(d), Virginia, SUA – d. 22 august 2019, Florida, SUA) a fost un criminal în serie american, condamnat pentru uciderea a cel puțin șase persoane între martie și noiembrie 1994 în statele Florida, Georgia și Maryland. Înainte de a comite seria de crime, a fost condamnat de două ori. A fost condamnat la moarte prin injecție letală⁠(d) și executat în 2019.

## Biografie

### Anii tinereții
Gary Ray Bowles s-a născut pe 25 ianuarie 1962, în Clifton Forge, Comitatul Allegheny, Statul Virginia, SUA. A fost al doilea copil al minerului Frank Bowles și al soției sale, Frances. Când Gary avea doar 6 luni, tatăl său a murit de pneumotorax cauzat de condițiile de muncă dăunătoare din mină, iar mama sa s-a recăsătorit curând și familia s-a mutat în casa tatălui vitreg din orașul Rupert, Statul Virginia de Vest. Cu toate acestea, mama lui Bowles a divorțat rapid de al doilea soț și s-a recăsătorit pentru a treia oară. Al doilea tată vitreg al viitorului criminal a fost alcoolic și agresiv, adesea bătând membrii familiei sale. Ca urmare, Bowles a crescut într-o atmosferă de violență domestică, ceea ce l-a făcut treptat să devină resentimentar față de cei din jur.
În 1975, la vârsta de 13 ani, în timpul unei noi crize de furie a tatălui său vitreg, Gary Bowles i-a opus rezistență, provocându-i o rană gravă. Apoi, viitorul criminal a fugit de acasă și a început să vagabondeze⁠(d), lucrând la diverse slujbe necalificate și practicând prostituția homosexuală⁠(d). Cu toate acestea, Bowles a declarat ulterior că urăște homosexualii și că a rămas întotdeauna heterosexual.

### Primele crime
În 1982, Bowles a fost arestat pentru prima dată pentru agresarea concubinei sale, iar instanța l-a condamnat la 8 ani de închisoare.
La scurt timp după eliberarea sa în 1991, Gary Bowles a comis un jaf asupra unei femei în vârstă, jefuindu-i portofelul, iar la doar câteva zile după aceea a încercat fără succes să fure o mașină. Criminalul a fost arestat rapid și condamnat la 5 ani de închisoare, dar pentru comportamentul său bun, Bowles a fost eliberat după doar 2,5 ani, pe 30 decembrie 1993.

### Seria de crime
După eliberarea sa, Gary Bowles a continuat să ducă o viață de vagabond. Toate crimele au avut loc după un scenariu similar. Bowles intra în baruri gay⁠(d), unde se întâlnea cu victimele sale, apoi le oferea servicii intime în schimbul unui loc de dormit și a hranei. După ce victima accepta și îl aducea acasă, Bowles acționa în diverse moduri: uneori îi omora imediat, jefuia casa și părăsea locul crimei, iar alteori conviețuia cu victima o perioadă de timp, după care, la momentul oportun, comitea crima și jefuia casa.
Prima victimă a lui Bowles a fost John Hardy Roberts, în vârstă de 59 de ani, pe care l-a strangulat și jefuit în orașul Daytona Beach, statul Florida, pe 15 martie 1994. După comiterea crimei, Bowles a fugit, iar poliția a reușit destul de repede să stabilească identitatea criminalului și l-a declarat în căutare. Următoarea crimă a lui Bowles a avut loc pe 14 aprilie 1994 în Wheaton-Glenmont, statul Maryland, victima fiind David Jarman, în vârstă de 38 de ani. Bowles a furat bani, carduri de credit și a furat mașina victimei. La doar trei săptămâni distanță, pe 5 mai 1994, criminalul a comis o altă crimă în orașul Savannah, statul Georgia, victima fiind Milton Bradley, în vârstă de 72 de ani, care, după ce l-a întâlnit pe Bowles într-un local, i-a oferit ospitalitate în casa sa. Două săptămâni mai târziu, pe 19 mai 1994, Bowles l-a omorât pe Alverson Carter Jr., în vârstă de 47 de ani, în comitatul Nassau, statul Florida, jefuind casa și furând mașina victimei.
Pe 13 iunie 1994, Gary Bowles a comis o altă crimă în Jacksonville, statul Florida, omorându-l pe Albert Morris și jefuind casa acestuia. În iulie 1994, Bowles s-a cazat într-un hostel ieftin. Unul dintre vecinii săi de cameră l-a recunoscut pe criminal după un portret-robot⁠(d) difuzat în emisiunea de televiziune „Căutați-i în America”, însă polițiștii care au sosit pentru a-l aresta pe Bowles au manifestat neglijență profesională. Motivul constă în faptul că, în timpul călătoriilor sale sângeroase, criminalul și-a lăsat o barbă deasă și și-a schimbat coafura⁠(d), astfel încât ofițerii de poliție nu l-au recunoscut și nu au verificat suspectul după amprente sau alte semne distinctive, ci l-au eliberat pur și simplu. În aceeași zi, Bowles a părăsit orașul, fără să-și ia lucrurile personale din cameră. După acest incident, temându-se de arestare, Bowles a „intrat în clandestinitate” timp de patru luni, încetând să comită crime.
În sfârșitul lunii august 1994, Bowles s-a întâlnit cu Walter Hinton, în vârstă de 47 de ani, într-un bar gay din Jacksonville, și a început să locuiască cu el într-o rulotă. În noaptea dintre 16 și 17 noiembrie 1994, după ce au consumat băuturi alcoolice împreună, Bowles a așteptat ca Hilton să adormă și l-a lovit până la moarte cu o cărămidă pe care o pregătise anterior pentru acest scop. Apoi, a trăit cu corpul victimei în remorcă timp de încă două zile.

### Arrestare, proces și execuție
Gary Bowles a reușit să evite arestarea timp îndelungat, schimbându-și constant aspectul și mutându-se între diferite state. De asemenea, criminalul a folosit o serie de nume false. Pe 18 noiembrie 1994, el a fost inclus în lista celor mai căutați zece criminali din SUA. În ziua de 22 noiembrie 1994, Gary Bowles a fost arestat la biroul de ocupare a forței de muncă din Jacksonville, statul Florida, când, sub pseudonimul Tim Wetfield, a încercat să se angajeze ca tâmplar. Inițial, Bowles a fost acuzat doar de două crime, împotriva lui John Hardy Roberts și Walter Hinton, dar curând a început să facă declarații și a recunoscut alte patru crime și o serie de jafuri.
Din mai până în septembrie 1996, a avut loc procesul lui Bowles, care pe 7 septembrie 1996 a fost găsit vinovat de șase crime și numeroase jafuri, fiind condamnat la pedeapsa cu moartea prin injecție letală. Toate încercările lui Bowles de a contesta sentința au fost fără succes; în 1999, aceasta a fost confirmată oficial de Curtea Supremă a statului Florida. Ultima apelare la sentință depusă la Curtea Supremă a Statelor Unite, a fost respinsă pe 17 august 2006. Gary Ray Bowles a așteptat mai bine de 24 de ani executarea pedepsei în închisoarea statului Florida.
11 iunie 2019, Curtea Supremă a statului Florida a stabilit data execuției lui Bowles.
Gary Ray Bowles a fost executat prin injecție letală⁠(d) la ora 18:00, ora locală, pe 22 august 2019, în închisoarea statului Florida. Ultima sa masă a constat din trei cheeseburgeri, cartofi prăjiți, bacon și o băutură carbogazoasă.

## Victime
1. 15 martie 1994: John Hardy Roberts, 59 de ani
2. 14 aprilie 1994: David Alan Jarman, 39 de ani.
3. 4 mai 1994: Milton Joseph Bradley, 72 de ani.
4. 13 mai 1994: Elverson Carter Jr., 47 de ani.
5. 18 mai 1994: Albert Morris, 38 de ani
6. 16 noiembrie 1994: Walter „Jay” Hinton, 47 de ani.